# Pondikonisi (Korfu)
Pontikonisi (griechisch Ποντικονήσι (n. sg.), auch Pondikonisi ‚Mäuseinsel‘) ist eine kleine griechische Insel im Ionischen Meer.
Sie gehört zu den Ionischen Inseln und liegt nur wenige Meter östlich von Korfu.
Die Insel liegt vor der Bucht von Chalikipoulou etwa vier Kilometer südlich der Stadt Kerkyra (Korfu) und 150 Meter südlich der Halbinsel Kanoni.
Die flache und ursprünglich nur zwei Meter hohe Insel misst etwa 100 Meter × 110 Meter und hat eine Fläche von gut einem Hektar.
In der Mitte der Insel befindet sich auf einer künstlich errichteten Anhöhe eine Byzantinische Kapelle, deren Ursprünge aus dem 12., möglicherweise schon aus dem 11. Jahrhundert, stammen. Die Kapelle wird von hohen Zypressen umgeben, die der Insel ein markantes Aussehen geben.

Sie erinnert an die fünf Versionen des Gemäldes Die Toteninsel von Arnold Böcklin; es ist jedoch eher unwahrscheinlich, dass sie dem Maler als konkretes Vorbild für seine Gemälde diente, da sich Böcklin nie auf Korfu aufhielt.
Heute ist die Bucht mit der Insel Pontikonisi und Kanoni mit dem Vlacherna-Kloster neben der Altstadt von Korfu-Stadt und dem Achilleion eine der Hauptsehenswürdigkeiten auf Korfu. 
Von dem nach Vlacherna führenden Damm aus werden Ausflugsfahrten zur Mäuseinsel angeboten.